# Loren Dean
Loren Dean (* 31. Juli 1969 in Las Vegas, Nevada) ist ein US-amerikanischer Schauspieler.

## Leben und Leistungen
Dean ist das Einzelkind von geschiedenen Eltern. Seine Jugendjahre verbrachte er in Kalifornien. 
1988 debütierte er in der Komödie Plain Clothes – Mord an der Highschool. In dem Filmdrama Billy Bathgate mit Dustin Hoffman, Nicole Kidman, Bruce Willis und Steve Buscemi spielte er 1991 die Titelrolle. 1993 spielte er in der Fernsehbiografie John F. Kennedy – Wilde Jugend die Rolle von Joe Kennedy junior.
In dem Filmdrama Am Ende der Gewalt von Wim Wenders spielte Dean 1997 an der Seite von Bill Pullman, Andie MacDowell und Gabriel Byrne eine der größeren Rollen. In der Komödie Dr. Mumford von Lawrence Kasdan übernahm er 1999 die Hauptrolle. Für seine Rolle in dem Filmdrama The War Bride im Jahr 2001 war er 2002 für den kanadischen Genie Award nominiert. Außerdem spielte er in Bones – Die Knochenjägerin die Rolle des Russ Brennan/Kyle Keenan, den Bruder der Hauptfigur Dr. Temperance Brennan.

## Filmografie (Auswahl)
- 1988: Plain Clothes – Mord an der Highschool (Plain Clothes)
- 1989: Teen Lover (Say Anything…)
- 1991: Billy Bathgate
- 1992: 1492 – Die Eroberung des Paradieses (1492: Conquest of Paradise)
- 1993: John F. Kennedy – Wilde Jugend (J.F.K.: Reckless Youth)
- 1995: Die Passion des Darkly Noon (The Passion of Darkly Noon)
- 1995: Apollo 13
- 1995: Ein amerikanischer Quilt (How to Make an American Quilt)
- 1996: Mrs. Winterbourne
- 1997: Am Ende der Gewalt (The End of Violence)
- 1997: Gattaca
- 1998: Der Staatsfeind Nr. 1 (Enemy of the State)
- 1999: Dr. Mumford (Mumford)
- 2000: Space Cowboys
- 2001: The War Bride
- 2006–2008: Bones – Die Knochenjägerin (Bones) (Fernsehserie, fünf Folgen)
- 2008: The Poker Club
- 2008: Reservations
- 2010: Betty Anne Waters (Conviction)
- 2010: Terriers (Fernsehserie, sechs Folgen)
- 2011: Who Is Simon Miller? (Fernsehfilm)
- 2019: Ad Astra – Zu den Sternen (Ad Astra)